# JR北海道キサロハ182形気動車
キサロハ182形は、北海道旅客鉄道（JR北海道）に在籍していた特急形気動車（グリーン・普通合造気動付随車）で、いずれもダブルデッカーである。
- キサロハ182-551 - 554 : 特急「スーパーとかち」用の車両。1991年製。国鉄キハ183系気動車#550・1550番台（NN183系）を参照。
- キサロハ182-5101 : リゾート列車「クリスタルエクスプレス トマム & サホロ」用の車両。1989年製。